# Gunpei Yokoi
Pour les articles homonymes, voir Yokoi.
Gunpei Yokoi (横井軍平), né le 10 septembre 1941 à Kyoto au Japon, et mort le 4 octobre 1997 à Komatsu, est une personnalité multi-forme[pas clair] du jeu vidéo. Bricoleur depuis son enfance, il est l'inventeur, entre autres, des Game & Watch, de la Game Boy mais aussi du Virtual Boy lorsqu'il est employé chez Nintendo. Il a fortement contribué aux avancées techniques dans le jeu vidéo, via ses projets de consoles et en créant la croix directionnelle. Il est également le producteur original de la série de jeux Metroid et participe à la réalisation de plusieurs dizaines de jeux sur les consoles de Nintendo.
Un an avant sa mort, en 1996, il quitte Nintendo et fonde sa société Koto Laboratory pour produire des jeux de façon indépendante. Yokoi meurt dans un accident de voiture quelques mois après, à l'âge de 56 ans.
Il est depuis devenu une légende au pays du Soleil levant, et est surnommé le Dieu du jouet. En 2003, il reçoit à titre posthume un Game Developers Choice Award pour l'ensemble de sa carrière.

## Biographie

### Naissance, enfance, et vie privée
Gunpei Yokoi est né le 10 septembre 1941 dans le quartier de Katsura, à Kyoto, ville dans laquelle il passe la plus grande partie de sa vie. Il est le benjamin des quatre enfants d'un salarié d'une entreprise de fabrication de teintures pour textile.
Son loisir préféré est le bricolage. Pendant son enfance, il fabrique ses propres jouets en utilisant des morceaux de bois récupérés dans un atelier de menuiserie. En primaire, il se prend de passion pour les maquettes de train et la fabrication de modèles réduits. Au collège, il conçoit un système de pliage pour ses créations, car celles-ci encombraient sa maison ; cela lui vaut un article dans un magazine spécialisé.
Il a cependant de nombreux autres hobbys. Il joue du piano depuis son plus jeune âge. Au lycée, il fait du judo mais abandonne rapidement ; il commence alors la danse de salon, qu'il pratique pendant plusieurs années. Il fait également de la plongée sous-marine et de l'apnée à l'université, et fabrique son propre harpon. Il s'intéresse beaucoup aux automobiles ; il raconte avoir lui-même installé un autoradio lecteur de cassettes dans sa voiture, avant que les premiers modèles ne soient commercialisés.

### Carrière
La carrière de Gunpei Yokoi est très liée à l'entreprise Nintendo, dont il reste employé pendant plus de trente ans. Il accompagne son évolution de petite entreprise de fabrication de cartes à géant du jeu vidéo ; évolution dont il est l'un des principaux artisans.

#### Embauche par Nintendo
Yokoi fait ses études à l'université Dōshisha où il étudie l'électronique. C'est un élève plutôt médiocre qui passe plus de temps à s'amuser qu'à étudier. Une fois diplômé, il cherche à être recruté par les grandes entreprises de son secteur, comme Hitachi ou Matsushita, mais ses résultats scolaires sont trop faibles, et ses candidatures sont rejetées. Il se rabat dont sur des emplois moins prestigieux. En 1965, il est engagé par Hiroshi Yamauchi au sein de la firme Nintendo.
À l'époque, Nintendo est une petite entreprise de Kyoto dont l'activité principale est la fabrication de cartes à jouer, aussi bien occidentales que japonaises, et de jeux de mah-jong. Le travail de Yokoi consiste essentiellement à entretenir la machine qui colle ensemble les différentes couches des cartes, une tâche simple et largement en dessous de ses qualifications. Il est d'ailleurs probable que l'entreprise n'ait été poussée à le recruter qu'à cause d'une loi récemment adoptée, qui oblige toute société ayant des installations de plus de 30 kVa à engager un électricien, plus qu'à cause d'une réelle nécessité.
Yokoi est pourtant satisfait de son nouvel emploi, qui lui permet de rester à Kyoto et qui lui assure une certaine tranquillité jusqu'à la retraite.

#### Premiers jouets (1965-1973)
La maintenance des machines lui demande peu d'effort et il commence à s'ennuyer. Pour passer le temps, il commence à bricoler pendant ses heures de travail. Il fabrique notamment un gadget qu'il a imaginé durant ses années de collège : une sorte de main mécanique que l'on peut rétrécir ou allonger, et qui permet de saisir des objets à distance. Son activité est découverte par son patron, qui, plutôt que de se mettre en colère comme Yokoi le craignait, lui demande alors d'en faire un objet commercialisable. Il lui donne comme consigne : « Comme Nintendo est un fabricant de jeux, fais-en donc un jeu ! ».
Pour Nintendo, il s'agit d'une période charnière. Le marché des cartes à jouer est restreint, et les bénéfices engrangés diminuent sans cesse. Conscient de cette situation, Hiroshi Yamauchi, le président de l'entreprise, essaye de diversifier ses activités depuis son entrée en poste[réf. souhaitée]. Il essaye notamment de percer dans le secteur du jouet en adaptant des produits occidentaux au marché japonais ; mais ces initiatives ne sont pas récompensées, et Nintendo est en difficulté financière[réf. souhaitée].
C'est dans ce contexte que Yokoi s'attelle à la tâche que vient de lui donner Yamauchi : concevoir le premier jouet inventé en interne par Nintendo.

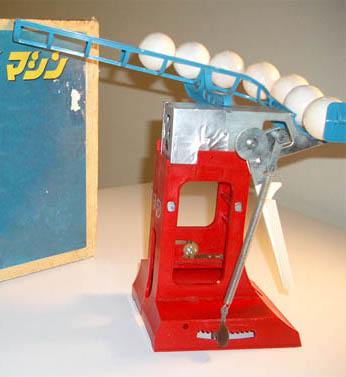
L'Ultra Machine, un jouet inspiré des machines à lancer des balles de baseball.

Comme l'intérêt de son prototype est de pouvoir attraper ou relâcher des objets à distance, il imagine un jeu d'adresse basé sur le fait de saisir des balles de ping-pong et de les déposer à l'endroit prévu. Il améliore également son idée initiale pour la rendre plus amusante à manier. Son produit est baptisé Ultra Hand et est commercialisé en 1967, au prix de 600 yens, et est un succès certain auprès des enfants. Cette réussite marque le point de départ d'une nouvelle ère pour Nintendo. Yamauchi crée la première division de recherche et développement de la compagnie et met Yokoi à sa tête, lui demandant de continuer sur sa lancée et de concevoir d'autres jouets au succès similaire.
Pendant plusieurs années, il conçoit divers produits, dont beaucoup se vendent de manière très satisfaisantes ; c'est durant cette période qu'il invente l'Ultra Machine (1967), le Love Tester (1969), l'Ele-Conga (1970), la gamme Kōsenjū SP (1970), l'Ultra Scope (1971) , le Kosen Denwa Light Telephone (1971), ou encore le Lefty RX (1972), pour ne citer que les principaux. Cependant, en 1973, le premier choc pétrolier frappe durement le Japon et Nintendo en subit les conséquences. Le timing est même particulièrement mauvais, puisqu'il frappe l'entreprise alors qu'elle commence à commercialiser un projet d'une ampleur nouvelle : le Laser Clay System, un simulateur de tir au pigeon en intérieur qui devait être déployé dans un grand nombre de salles de bowling ; ces commandes sont toutes annulées alors que la production est déjà en cours. C'est le début d'une période difficile financièrement pour Nintendo.

#### Game & Watch et Gameboy (1973-1989)
Afin de redresser la barre, Yokoi et son équipe travaillent sur plusieurs bornes d'arcade et jouets ; mais c'est d'une idée anodine que le succès jaillit. Un jour dans un Shinkansen, Yokoi observe un adulte tapoter discrètement sur une calculatrice pour passer le temps. Il a alors l'idée d'un jouet électronique pour adulte, à l'aide duquel ils pourraient patienter dans les transports en commun. À l'époque, ce type de jouet est populaire auprès des enfants ; il s'agit pour la plupart d'objets relativement gros, qu'un travailleur japonais honorable trouverait gênant d'exhiber dans un lieu public. Yokoi imagine donc un gadget plus petit, que l'on peut tenir dans le creux de ses mains de manière qu'il ne soit que peu visible.
Il en parle, sans vraiment y croire, à son président qui adhère et prend contact avec la société Sharp, leader mondial des calculatrices à cette époque. Le projet aboutit et donne naissance aux trois premiers Game & Watch, de petits jouets électroniques à écran LCD,.
Ce sont des immenses succès commerciaux, surtout auprès des enfants. Nintendo continue donc à sortir de nouveaux modèles, qu'Yokoi imagine pour la plupart. Les Game & Watch se vendent bien au Japon, mais sont aussi exportés dans le reste du monde.

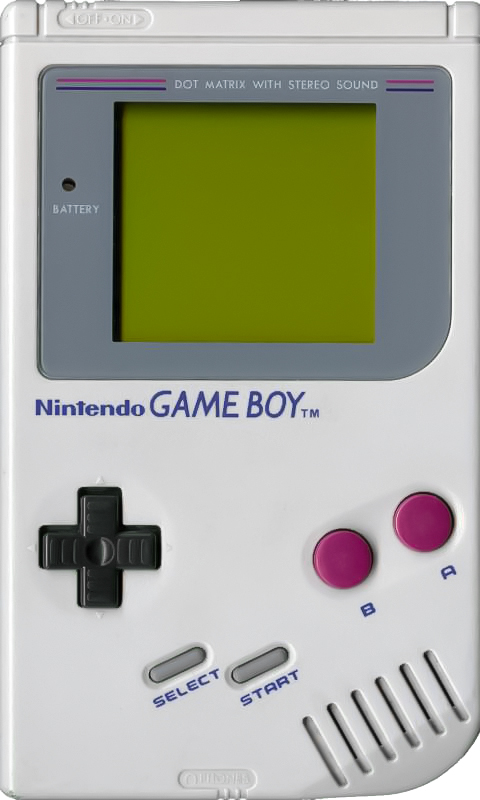
Le premier Game Boy.

Les bénéfices des Game & Watch sortent l'entreprise des problèmes financiers : le chiffre d'affaires de Nintendo quadruple en un an. L'argent gagné est directement utilisé pour financer la conception de la Famicom - connue en occident comme la Nintendo Entertainment System -, la seconde console de salon de Nintendo (après la Color TV Game), qui est également une incontestable réussite.[réf. souhaitée] Yokoi n'est pas responsable de ce projet-là, mais y participe, notamment en inventant la croix directionnelle qui se retrouve depuis sur pratiquement toutes les manettes de jeu vidéo.
En 1989, le Game Boy, projet de son invention, est commercialisée et connaît un succès qui impressionne tous les acteurs de l'industrie de l'époque. La section R&D 1, à côté des créations de Miyamoto, enchaîne les jeux cultes sur Game Boy et Super Famicom : Super Mario Land, Metroid II, Mario Paint…

#### Dernières années chez Nintendo (1989-1996)
Depuis son arrivée chez Nintendo, l'entreprise a bien changé. Elle est passée du statut de petite structure de Kyoto à celui de multinationale au chiffre d'affaires colossal. Alors qu'il pouvait auparavant mener à bien chacune de ses petites idées, fabriquer ses petits jouets, il est maintenant tenu de réaliser des projets suffisamment ambitieux pour brasser des dizaines de milliards de yens.
De plus, au milieu des années 1990, le monde du jeu vidéo est marqué par une escalade technologique, chaque constructeur essayant de surpasser ses concurrents en mettant en avant ses graphismes ou sa puissance pure. Afin de jouer sa carte, Nintendo commence à développer la Nintendo 64, la console de salon qui doit concurrencer la PlayStation de Sony et la Saturn de Sega. Yokoi, dont la ligne philosophique est d'innover avec des techniques éprouvées, ne se sent plus en phase avec cette politique.

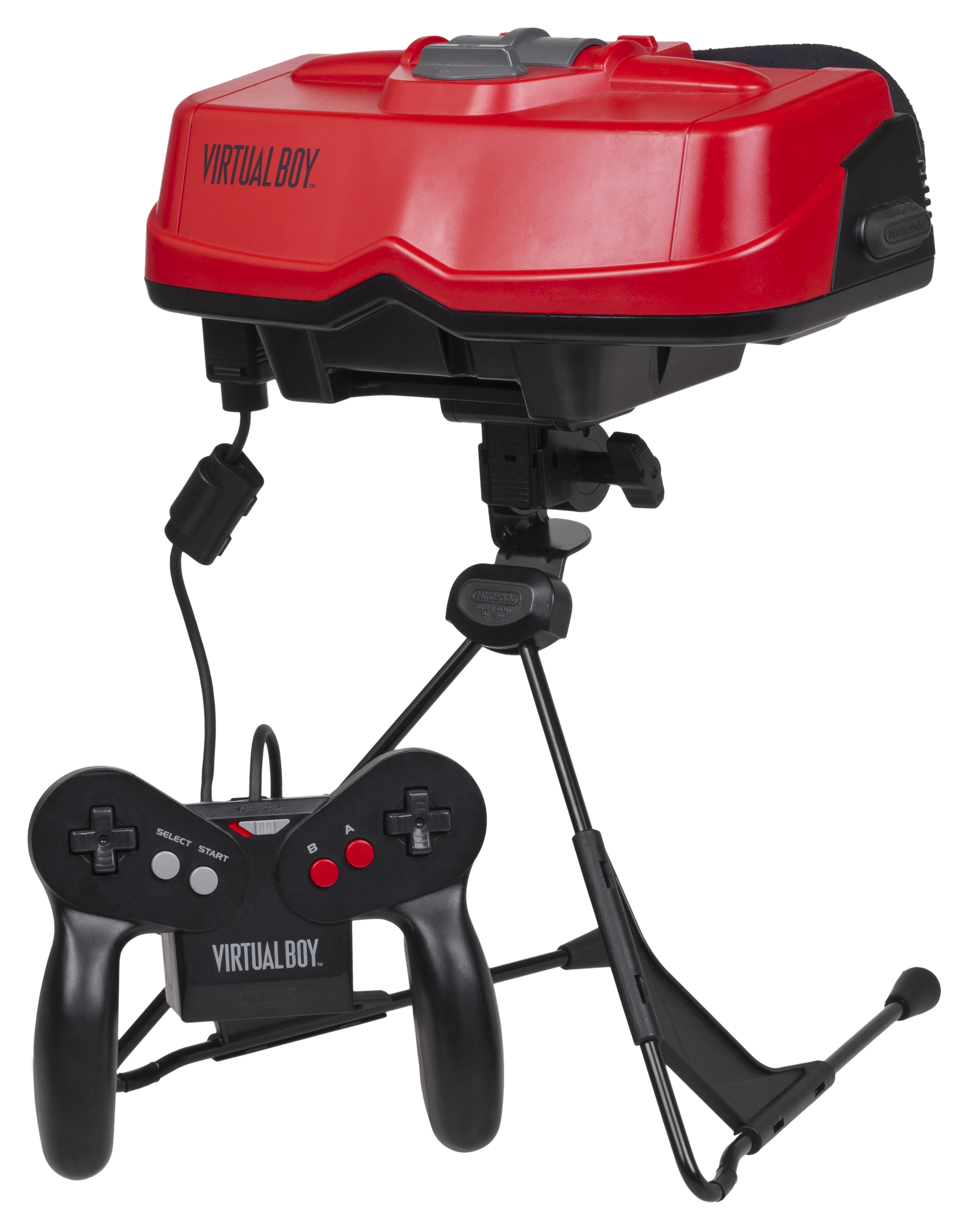
Le Virtual Boy.

Pour ces raisons, et malgré son attachement à la société qui lui a donné sa chance, il pense à la quitter pour pouvoir concrétiser ses projets personnels et retourner à l'essence de son métier.
Il souhaite cependant partir en beauté et concevoir, avant son départ, un dernier succès. Il travaille sur une console de jeu vidéo qui se présente sous la forme de casque de réalité virtuelle: le Virtual Boy. Son but initial est de toucher les gens qui ne jouent pas ou plus aux jeux vidéo à cause de leur complexification progressive, en leur offrant un nouveau type d'expérience.
La console est un échec retentissant, et est encore aujourd'hui considérée comme l'une des pires consoles de jeux vidéo de l'histoire,,. La console souffre de la concurrence de l'autre console de la firme, la Nintendo 64, qui est prévue peu de temps après; elle propose peu de jeux intéressants; elle souffre d'une appréhension du public vis-à-vis des effets sur la santé de la réalité virtuelle, qui est amplifiée par les messages alarmistes sur la boîte même de la console; et, selon Yokoi, elle est mal marketée par Nintendo, qui tente de la vendre aux joueurs confirmés, auxquels la console ne devait pas s'adresser.
À cause de cet échec, Yokoi retarde son départ pour ne pas paraître partir à cause de lui. Il travaille sur une version améliorée de la Game Boy, la Game Boy Pocket.

#### Fondation de Koto Laboratory (1996-1997)
En 1996, après la commercialisation de la Game Boy Pocket, il démissionne accompagné de plusieurs autres employés de Nintendo lui étant dévoués et fonde sa société, Koto Laboratory, produisant des jeux pour Nintendo et collaborant avec Bandai au développement de la WonderSwan. En créant cette société, Yokoi souhaite revenir au « Nintendo d’autrefois », en parlant de la philosophie innovatrice que l’on trouvait chez Big N au début de la carrière de Yokoi. Malheureusement, il meurt dans un accident de voiture le 4 octobre 1997 et laisse les rênes de la société à Yoshihiro Taki.

### Mort
Le 4 octobre 1997, Gunpei Yokoi circule sur l'autoroute Hokuriku dans une voiture conduite par Etsuo Kiso, l'un de ses collègues ; ils ont un accrochage sans gravité avec une camionnette. Ils sortent du véhicule pour le pousser sur le bas-côté, et sont percutés par un autre automobiliste. Kiso a la vie sauve, mais Yokoi meurt de ses blessures. Il a alors 56 ans.
Ses obsèques ont lieu quatre jours plus tard, à l'hôtel de ville du quartier Nakagyō à Kyoto, et rassemblent 500 personnes, dont Shigeru Miyamoto, Hiroshi Yamauchi et Satoshi Tajiri. Il est incinéré le jour même, et ses cendres sont placées sous une stèle de marbre dans un cimetière d'un grand temple de la ville. Une plaque, conçue par Miyamoto, est placée sur sa tombe ; il y figure une liste partielle de ses inventions, ainsi que sa maxime fétiche : « La pensée latérale des technologies désuètes ».

## Philosophie

### «La pensée latérale des technologies désuètes»
« 枯れた技術の水平思考 » - que l'on transcrit par « kareta gijutsu no suiheishikō », et que l'on traduit par « La pensée latérale des technologies désuètes » -, est la maxime fétiche de Gunpei Yokoi, qu'il applique pour créer de nouveaux produits.
Il s'agit d'une variante de la pensée latérale telle que l'a conceptualisée Edward de Bono. Il s'agit d'une manière de penser opposée à la pensée verticale, qui correspond à la pensée logique traditionnelle. Selon de Bono, les créateurs tendent à s'enfermer dans des façons de pensée stéréotypées et à paralyser leur créativité à force d'être imprégné par les règles qui régissent leurs discipline, et la pensée latérale vise à les sortir de ce type d'aveuglement. Elle encourage le rejet des habitudes, la réexamination d'idées considérées comme acquises et l'analyse d'idées qui paraissent au premier abord impossibles ou stupides.
La nuance entre la pensée latérale de Bono et celle de Yokoi est que celui-ci l'applique en particulier aux techniques qui sont considérées comme dépassées. Il attend qu'une technique soit très répandue pour que son coût soit minimal, et ensuite l'adapter à un contexte nouveau.
Yokoi utilisait souvent l'exemple de la fibre de carbone pour illustrer sa pensée : celle-ci a d'abord servi aux applications de pointe en aérospatiale, pour finir par être utilisée dans des équipements de golf.
Parmi ses inventions, les Game & Watch illustrent bien cette philosophie. Ils utilisent des écrans LCD, une technique utilisée à cette époque uniquement pour fabriquer des calculatrices. En 1980, ce marché est sur le déclin, au point que Sharp, le leader du marché, envisage de diminuer leur production. Leur utilisation a permis aux jouets électroniques de Nintendo de se vendre à bas prix, ce qui a participé à leur succès, et de trouver de nouveaux débouchés pour les produits de Sharp.

## Ludographie
Cette liste contient l'ensemble des réalisations de Gunpei Yokoi, y compris celles où il n'a été que producteur.
Jouets:
- 1965 - Drive Game (participation)
- 1967 - Ultra Hand
- 1967 - Ultra Machine
- 1969 - Love Tester
- 1970 - Ele-Conga
- 1970 - Kôsenjû SP
- 1970 - N&B Block Crator
- 1971 - Ultra Scope
- 1971 - Kôsen Denwa LT
- 1972 - Lefty RX
- 1972 - Time Shock
- 1976 - Duck Hunt
- 1980 - Tenbillion
- 1980 - Rhythm Toy, non commercialisé
- 1980 - Game & Watch (plus de cinquante modèles)
- 1983 - Computer Mah-Jong-Yakuman
- 1983 - Crossover

Consoles de jeux:
- 1983 - Famicom (participation)
- 1989 - Game Boy
- 1995 - Virtual Boy
- 1996 - Game Boy Pocket
- 1999 - WonderSwan

Accessoires pour consoles:
- 1985 - R.O.B.

Arcade:
- 1973 - Laser Clay System
- 1974 - Wild Gunman
- 1977 - Battle Shark
- 1977 - Sky Hawk
- 1978 - Dead Line
- 1978 - Fancy Ball
- 1981 - Donkey Kong avec Shigeru Miyamoto
- 1982 - Donkey Kong Jr. avec Shigeru Miyamoto
- 1983 - Mario Bros. avec Shigeru Miyamoto
- 1983 - Donkey Kong 3 avec Shigeru Miyamoto
- 1984 - Balloon Fight
- 1984 - Duck Hunt
- 1984 - Hogan's Alley
- 1984 - Urban Champion
- 1984 - Wrecking Crew
- 1986 - Gumshoe

Jeux vidéo sur Famicom:
- 1981 - Donkey Kong avec Shigeru Miyamoto
- 1982 - Donkey Kong Jr. avec Shigeru Miyamoto
- 1982 - Popeye
- 1983 - Mario Bros. avec Shigeru Miyamoto
- 1983 - Donkey Kong 3 avec Shigeru Miyamoto
- 1983 - Donkey Kong Jr. Math
- 1983 - Baseball
- 1984 - Balloon Fight
- 1984 - Clu Clu Land
- 1984 - Devil World
- 1984 - Hogan's Alley
- 1984 - Duck Hunt
- 1984 - Excitebike
- 1984 - Golf
- 1984 - Ice Climber
- 1984 - Pinball
- 1984 - Tennis
- 1984 - Urban Champion
- 1984 - Wild Gunman
- 1984 - Wrecking Crew
- 1985 - Soccer
- 1985 - Mach Rider
- 1985 - Gyromite
- 1985 - Stack-Up
- 1986 - Metroid
- 1986 - Kid Icarus
- 1986 - Gumshoe
- 1987 - Shin Onigashima
- 1988 - Famicom Grand Prix II: 3D Hot Rally
- 1988 - Famicom Tantei Club: Kieta Kōkeisha
- 1988 - Famicom Wars
- 1989 - Famicom Tantei Club Part II: Ushiro ni Tatsu Shōjo
- 1990 - Dr. Mario
- 1990 - Fire Emblem: Shadow Dragon & the Blade of Light
- 1991 - Yoshi's Egg
- 1992 - Fire Emblem Gaiden
- 1992 - Yoshi's Cookie
- 1994 - Wario's Woods

Jeux vidéo sur Game Boy:

Jeux vidéo sur Virtual Boy:

Jeux vidéo sur Super Famicom:

Autres inventions:
- 1979 - Chiritori
- 1982 - La croix directionnelle

### Jouets
Le premier jouet inventé par Gunpei Yokoi est l'Ultra Hand. Il s'agit d'une main rétractable dont l'intérêt ludique réside en sa capacité à pouvoir saisir des objets à distance. Deux autres de ses créations utilisent le préfixe « Ultra », qui est à la mode au Japon à la fin des années 1960 : l'Ultra Machine, qui lance des balles de ping-pong à la manière des machines d'entrainement pour les joueurs de baseball ; et l'Ultra Scope, un périscope qu'Yokoi dit avoir créé pour espionner discrètement le vestiaire des femmes.

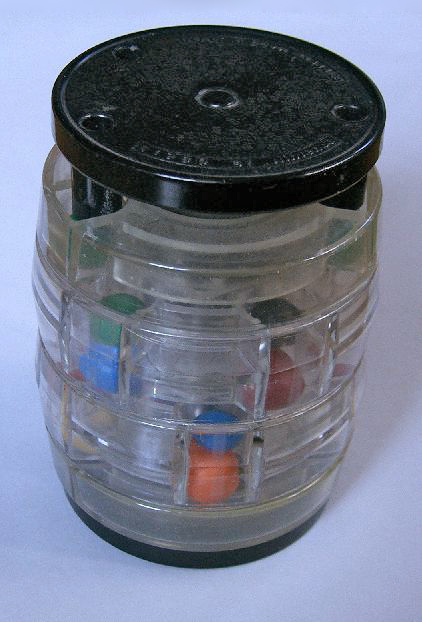
Un Tenbillion.

Ce n'est d'ailleurs pas le seul jouet fabriqué à partir des motifs personnels : en 1969, il imagine le Love Tester, une machine qui prétend évaluer les sentiments amoureux que se vouent deux personnes, comme excuse pour pouvoir tenir les mains d'une fille. Quant à l'Ele-Conga, née de son envie de pouvoir être accompagné par des instruments de percussion quand il joue du piano, c'est une boîte à rythmes qui peut lire des disques de papier troués.
Outre ses créations originales, il arrive parfois à Yokoi de s'inspirer de jeux déjà existant. C'est particulièrement le cas de Time Shock, qui est quasiment une copie de Perfection, un jouet populaire en 1972. Il imagine également une voiture radiocommandée qui ne peut que tourner à gauche, la Lefty RX, pour pouvoir la proposer à un prix accessible aux enfants. La technique à l'œuvre est réutilisée plus tard pour créer le Chiritori, un aspirateur radiocommandé. Enfin, en 1980, il surfe sur la mode initiée par le Rubik's Cube en créant le Tenbillion, un casse-tête de forme cylindrique très compliqué qu'il avoue ne pas avoir su résoudre lui-même avant sa commercialisation.
À partir de 1970, Yokoi commence, avec le Kôsenjû SP, à développer des pistolets optiques, des jouets en forme de fusil qui permettent de jouer à des jeux de tir.
Le principe de base est le suivant : dans le fusil se trouve une ampoule, dont la lumière peut s'échapper lorsque le joueur appuie sur la gâchette. Le but est de viser une cible, sur laquelle est placée une pile photosensible, qui permet de détecter la lumière.
Ce principe est réutilisé à plusieurs reprises, avec des variantes, en particulier pour des jeux vidéo sur consoles ou sur bornes d'arcade. Duck Hunt, par exemple, est un héritier direct de Kôsenjû SP. Celui-ci, avant d'être un célèbre jeu de la Famicom, est d'abord un jouet ; celui-ci reprend le même principe que son prédécesseur, mais le joueur vise des canards qui apparaissent sur une image projetée sur un mur.
Comme le mécanisme permet de viser assez précisément, le président de Nintendo Hiroshi Yamauchi lui souffle l'idée de l'adapter à de vrais compétitions de tir. Yokoi développe alors le Laser Clay System, un simulateur de tir au pigeon qu'il est alors prévu de déployer dans des salles de bowling. Pour s'adapter aux contraintes d'un jeu de tir sur cibles en mouvement, il inverse les rôles du fusil et de la cible, en plaçant le détecteur de lumière à l'intérieur de l'arme.

### Jeux vidéo

#### Consoles de salon
Virtual Boy 1995

#### Consoles portables
Game&Watch 1980
Game Boy 1989